# Tomás Wicz
Tomás Mordkowicz (Buenos Aires, Argentina; 4 de agosto de 1997) más conocido como Tomás Wicz es un actor y músico argentino. Es reconocido por su interpretación en la película Los miembros de la familia (2019) por la cual recibió una nominación a mejor actor en los Premios Cóndor de Plata. En televisión se destacó por interpretar a Andy en la serie Días de gallos (2021-2023) de HBO Max.

## Carrera profesional
Tomás Wicz comenzó su carrera en 2010 trabajando en la película animada infantil Cuentos de la selva dirigida por Norman Ruiz y Liliana Romero, donde prestó su voz para el personaje del yacaré. Seguidamente, se estrenó el cortometraje Soy tan feliz (2011), el cual fue su primer trabajo profesional y luego formó parte del elenco principal de la obra teatral La novicia rebelde, donde interpretó a Kurt Von Trapp siendo dirigido por Jonathan Butterell en el teatro Ópera. Ese mismo año, debutó como actor de televisión participando en un episodio de la serie Tiempo de pensar emitida por la TV Pública, en la cual personificó a Martín, el hijo de los personajes de Andrea del Boca y Darío Grandinetti. En 2012, Wicz apareció en la película Dos más dos jugando el papel de Lucas y se integró al elenco de la obra de teatro Insomnio, la cual duró dos temporadas.
En 2013, Tomás protagonizó junto a Jorge Marrale uno de los episodios de la serie Historias de diván de Telefe, donde interpretó a Ramiro, un paciente de Manuel Levin. Poco después, creó y protagonizó la obra Los nixis y el bosque prohibido (2014) dirigida por su madre Alejandra Rubio en el teatro El Cubo. Ese mismo año, integró el elenco principal de la serie de acción El legado de Canal 9, donde interpretó a Martín Irigoyen, el mejor amigo del protagonista a quien ayuda a buscar un tesoro escondido. A su vez, participó del especial Quererte bien creado por Fundación Huésped y televisado por El trece.
Su siguiente papel fue en la serie cómica dramática 4 reinas (2015) de la TV Pública, en la cual se puso en la piel de Thiago Medinilla, el hijo mayor del personaje de Federico Olivera. Ese año, formó parte del elenco principal de la serie dramática Milagros en campaña emitida por Canal 9, donde interpretó a Martín Quiroga, el hijo de un importante político personificado por Osmar Núñez. Asimismo, Wicz realizó una participación especial en la serie Signos de El trece interpretando a Martín Agüero, el sobrino del personaje de Julio Chávez. En 2016, Tomás integró el elenco de la obra Peter Pan, todos podemos volar estrenada en el teatro Gran Rex, donde interpretó a Nibs, uno de los niños perdidos en el país de Nunca Jamás. Ese mismo año, Wicz apreció como Agustín en la serie web #SoySolo creada para UN3.
En 2017, Tomás protagonizó junto a Deborah Turza la obra teatral Mamá está más chiquita en el Galpón de Guevara. Después, participó de un episodio de la serie cómica De otro planeta de la TV Pública. Al año siguiente, Wicz interpretó a Jason en la obra de teatro Falsettos dirigida por Diego Ramos en el teatro Picadilly. Ese mismo año, obtuvo un papel regular en la serie original de Netflix: Edha (2018). Poco después, coprotagonizó la cinta cinematográfica Viaje inesperado dirigida por Juan José Jusid. En 2019, Tomás trabajó en dos obras teatrales, la primera fue My amy en el espacio Sísmico y la segunda fue La naranja mecánica en el Método Kairós, donde compartió cartel con Franco Masini y Tomás Kirzner.
Luego, Wicz interpretó a Luciano «Lucho» Ávalos, un conflictivo adolescentes asesinado en la serie de misterio El mundo de Mateo (2019) emitida por la TV Pública y luego por Flow. Ese mismo año, protagonizó la película Los miembros de la familia, la cual le valió su primera nominación como mejor actor en los premios Cóndor de Plata. En 2020, participó en papeles de soporte en las películas La corazonada dirigida por Alejandro Montiel y Yo, adolescente dirigida por Lucas  Santa Ana. A su vez, protagonizó las obras Virgen santa inmaculada en Microteatro y La carencia en el Método Kairós. También, incursionó en la música con su amiga actriz Paloma Sirvén, con quien formaron el dúo musical Plastilina y lanzaron su primer EP titulado El hechizo.
En 2021, Tomás coprotagonizó junto a Ángela Torres y Ecko la serie juvenil musical Días de gallos de HBO Max, donde personificó a Andy, un adolescente que se identifica como alguien del género no binario. Ese mismo año, protagonizó con Julieta Díaz la obra Precoz dirigida por Lorena Vega en el teatro Durmont 4040.

## Filmografía

### Cine
| Año  | Título                       | Papel           | Notas        |
| ---- | ---------------------------- | --------------- | ------------ |
| 2010 | Cuentos de la selva          | Yacaré          | Voz          |
| 2011 | Soy tan feliz                | Camilo          | Cortometraje |
| 2012 | Dos más dos                  | Lucas           |              |
| 2014 | Después                      | Eugenio         | Cortometraje |
| 2018 | Viaje inesperado             | Andrés          |              |
| 2019 | Tampoco tan grandes          | Cajero          | Cameo        |
| 2019 | Tres atados                  | Gabriel         | Cortometraje |
| 2019 | Los miembros de la familia   | Lucas           |              |
| 2020 | La corazonada                | Rodrigo Liniers |              |
| 2020 | Yo, adolescente              | Checho          |              |
| 2020 | Errantes                     | «Sombra»        | Cortometraje |
| 2021 | Pinpin                       | Chico           | Cortometraje |
| 2022 | Más respeto que soy tu madre | «Manija»        |              |
| 2024 | Línea de flotación           | Facundo         | Cortometraje |

### Televisión
| Año       | Título                         | Papel                  | Notas                                        |
| --------- | ------------------------------ | ---------------------- | -------------------------------------------- |
| 2011      | Tiempo de pensar               | Martín                 | Episodio: «El cuerpo de ella»                |
| 2013      | Historias de diván             | Ramiro                 | Episodio: «Un niño en el momento más oscuro» |
| 2014      | El legado                      | Martín Irigoyen        |                                              |
| 2014      | Quererte bien                  | Germán                 | Especial de la Fundación Huésped             |
| 2015      | 4 reinas                       | Thiago Medinilla       |                                              |
| 2015      | Milagros en campaña            | Martín Quiroga         |                                              |
| 2015      | Signos                         | Martín Agüero          |                                              |
| 2016      | #SoySolo                       | Agustín                |                                              |
| 2017      | De otro planeta                | Martín                 | Episodio: «La novia de papá»                 |
| 2018      | Edha                           | Sebastián              |                                              |
| 2018      | Elige                          | Joaco                  |                                              |
| 2019      | Mozo, hay un físico en mi sopa | Ariel                  | Episodio: «La electricidad»                  |
| 2019-2021 | El mundo de Mateo              | Luciano «Lucho» Ávalos |                                              |
| 2021-2023 | Días de gallos                 | Andy                   |                                              |
| 2023      | Gamer, una vida más            |                        |                                              |
| 2024      | Privier                        | Tomás Frenkel          |                                              |

### Videos musicales
| Año  | Video                    | Papel | Artista       |
| ---- | ------------------------ | ----- | ------------- |
| 2020 | «La danza de los bordes» | Él    | Pablo Comas   |
| 2020 | «Flotando»               | Chico | Ángela Torres |

## Teatro
| Año       | Título                          | Papel          | Lugar                      |
| --------- | ------------------------------- | -------------- | -------------------------- |
| 2011      | La novicia rebelde              | Kurt Von Trapp | Teatro Ópera               |
| 2012      | Insomnio                        |                | Centro Cultural Borges     |
| 2013      | Insomnio recargado              |                | Centro Cultural Borges     |
| 2014      | Los nixis y el bosque prohibido | Huapi          | Teatro El Cubo             |
| 2016-2017 | Peter Pan, todos podemos volar  | Mellizo 1      | Teatro Gran Rex            |
| 2017-2018 | Mamá está más chiquita          | Diego          | El Galpón de Guevara       |
| 2018      | Falsettos                       | Jason          | Teatro Picadilly           |
| 2019      | My amy                          |                | Espacio Sísmico            |
| 2019      | La naranja mecánica             | Capellán       | El Método Kairós           |
| 2020      | Virgen santa inmaculada         | Thiago         | Microteatro                |
| 2020      | La carencia                     | Franca         | El Método Kairós           |
| 2020      | Carroña fols                    | Varios         | El Galpón de Guevara       |
| 2021-2025 | Precoz                          | Hijo           | Teatro Dumont 4040         |
| 2023-2024 | Piramidal                       |                | Centro Cultural 25 de Mayo |
| 2024      | Rent                            | Mark Cohen     | Teatro Ópera               |
| 2024-2025 | Saraos uranistas                | Aída           | NüN Teatro Bar             |
| 2025      | Despertar de primavera          | Moritz Stiefel | Teatro Ópera               |

## Discografía
Con Plastilina
Álbum de estudio
- 2024: Marca de nacimiento

EP
- 2020: El hechizo
- 2022: La sombra

## Premios y nominaciones
| Año  | Premiación                      | Categoría                                                              | Trabajo                         | Resultado | Ref(s) |
| ---- | ------------------------------- | ---------------------------------------------------------------------- | ------------------------------- | --------- | ------ |
| 2015 | Premios Hugo                    | Mejor libro y/o letra en musical infantil/juvenil                      | Los nixis y el bosque prohibido | Nominado  | [ 13 ] |
| 2020 | Premios Cóndor de Plata         | Mejor actor                                                            | Los miembros de la familia      | Nominado  | [ 14 ] |
| 2022 | Premios Cóndor de Plata         | Mejor actor protagonista en comedia                                    | Días de gallos                  | Nominado  | [ 15 ] |
| 2023 | Premios María Guerrero          | Actuación revelación                                                   | Precoz                          | Nominado  | [ 16 ] |
| 2023 | Premios Produ                   | Mejor actor principal - Serie y miniserie histórica, política o social | Días de gallos                  | Nominado  | [ 17 ] |
| 2023 | Premios Cóndor de Plata         | Mejor actor protagonista en comedia y/o musical                        | Días de gallos                  | Nominado  | [ 18 ] |
| 2025 | Premios Martín Fierro de Teatro | Mejor actor de reparto                                                 | Saraos uranistas                | Nominado  | [ 19 ] |
| 2025 | Premios Hugo                    | Mejor actor de reparto                                                 | Despertar de primavera          | Pendiente | [ 20 ] |
| 2025 | Premios Hugo                    | Mejor actor en musical off                                             | Saraos uranistas                | Pendiente | [ 20 ] |